# Enric Fernàndez i Gual
Enric Fernández i Gual (Barcelona, 1907 – Ciutat de Mèxic, 17 de juliol de 1973) fou un crític d'art català, exiliat a Mèxic. Era nebot d'Adrià Gual. Fou pare del cineasta Pere Enric «Pedro» Fernández i Miret

## Biografia
Va estudiar dibuix i pintura a Barcelona i durant uns anys treballà com a obrer ebenista. Alhora va treballar com a crític d'art a publicacions com Mirador i el Be Negre, i fou redactor del diari La Rambla en 1936.
Era membre d'Acció Catalana i durant la guerra civil espanyola fou representant d'aquest partit a la Junta de Seguretat Interior de Catalunya. També participà en una comissió de propaganda organitzada pel govern de la Segona República Espanyola que visità Mèxic per a obtenir el seu suport. En acabar la guerra es va exiliar a França i després marxà cap a Mèxic en vaixell Sinaia.
A Mèxic fou vocal de la Comunitat Catalana de Mèxic i treballà inicialment com a administrador de l'Orquestra Simfònica Nacional i del Museu San Carlos, del que en fou conservador el 1958. Alhora fou assessor de l'empresari Carlos Trouyet (1903-1971) en l'adquisició de col·leccions d'obres d'art i treballà com a crític d'art en diverses publicacions mexicanes i a catalanes com Quaderns de l'exili.

## Obres

### Novel·les policíaques
- El crimen de la obsidiana (1942)
- El caso de los Loventheris (1944)
- Asesinato en la playa (1945)
- La muerte sabe de modas (1945)

### Crítica d'art
- Las artes decorativas y su aplicación (1944)
- Repertorio de capiteles mexicanos (1949)
- Cincuenta años de la obra de Diego Rivera
- Crítica de la obra de Tamayo
- La pintura de Fanny Rabel (1968)
- La pintura de cosas naturales (1973)
- El arte de estudiar el arte (1987)

### Traduccions
- The Azteca, de Victor Wolfgang von Hagen (1958)